# Stara Cerkev
Stara Cerkev (nemško: Mitterdorf) je naselje v občini Kočevje.